# 清水神社
清水神社是臺灣日治時期設於臺中州大甲郡清水街字清水（今臺中市清水區牛罵頭遺址文化園區）的神社。

## 歷史
清水神社是台灣日治時期受皇民化運動影響作為大甲郡的神社，選址於臺中州大甲郡清水街字清水內原為清水街長周貽楚闢建的運動場處（今臺中市清水區牛罵頭遺址文化園區）興建。耗資67000圓，於昭和12年（1937年）動工，同年11月23日鎮座，社格為鄉社（昭和17年（1942年）10月30日列格）。祭祀天照大神、開拓三神（大國主命、大己貴命、少彥名命）和北白川宮能久親王，例祭日10月17日，社紋為八咫鏡（外圈）和不明之菊紋變形（內圈）。興建當時可能已有部分牛罵頭遺址文物出土，社掌西村昌隆（此處可能是來源文章之筆誤，1939年時任社掌應為西村昌澄）即收藏了部分遺址出土石器及陶器，1943年日本學者國分直一正式發現「牛罵頭遺址」。
戰後神社廢止，1950年代成為中華民國陸軍飛彈（或砲兵）部隊營區直到1997年7月軍方裁併營區將土地還給臺中縣政府。2002年臺中縣文化局將牛罵頭遺址指定為縣定古蹟（現為市定古蹟），後將此區列為牛罵頭遺址文化園區。2013年將原營區建物與原神社狛犬以「鰲峰山營區及原清水神社遺構」之名公告為歷史建築。

## 神社建築
清水神社原配置有參道、社號標（應有且應位於一之鳥居前之參道入口處）、靖國鳥居3基、燈籠（大石燈籠、石燈籠、木造吊燈籠）數對、神明造手水舍（位於二之鳥居前樓梯下方西南側）、揭示場（位於二之鳥居前樓梯下方西側）、玉垣與駁坎、具唐破風入口的入母屋造社務所、狛犬1對（若現址即原址則應位於三之鳥居旁）、神明造拜殿、神明造渡/幣殿（位於拜殿後方相接）、神明造中門、神明造本殿。

## 現況
原清水神社尚存參道路徑，和位於牛罵頭遺址文化園區內的狛犬1對、集中安置的燈籠構件數枚（含基壇3枚、大石燈籠竿1枚、中台4枚、火袋殘塊數枚、笠1枚、寶珠2枚）、原二之鳥居旁的部分玉垣，以及位於後參道旁民宅的燈籠構件"中台"和"笠"各1枚。其中清水神社表參道入口約位於今中航路三段近大街路口處，此處原建有一之鳥居，在其後沿中航路三段接鰲海路抵達牛罵頭遺址文化園區；另有名為神社崎的後參道，是今清水地政事務所旁連接大街路與鰲海路的坡道。

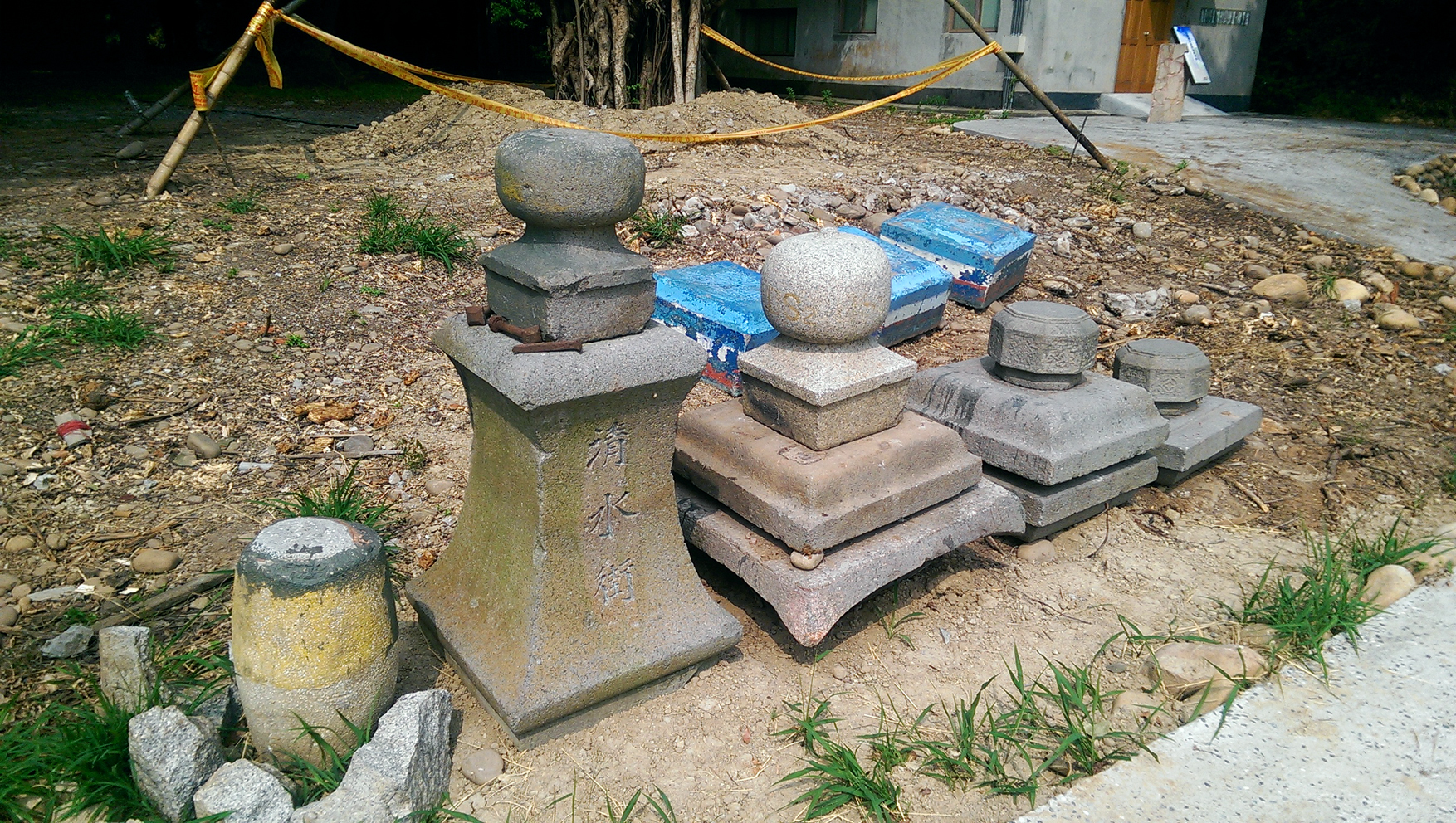
文化園區內集中安置的神社石燈籠構件
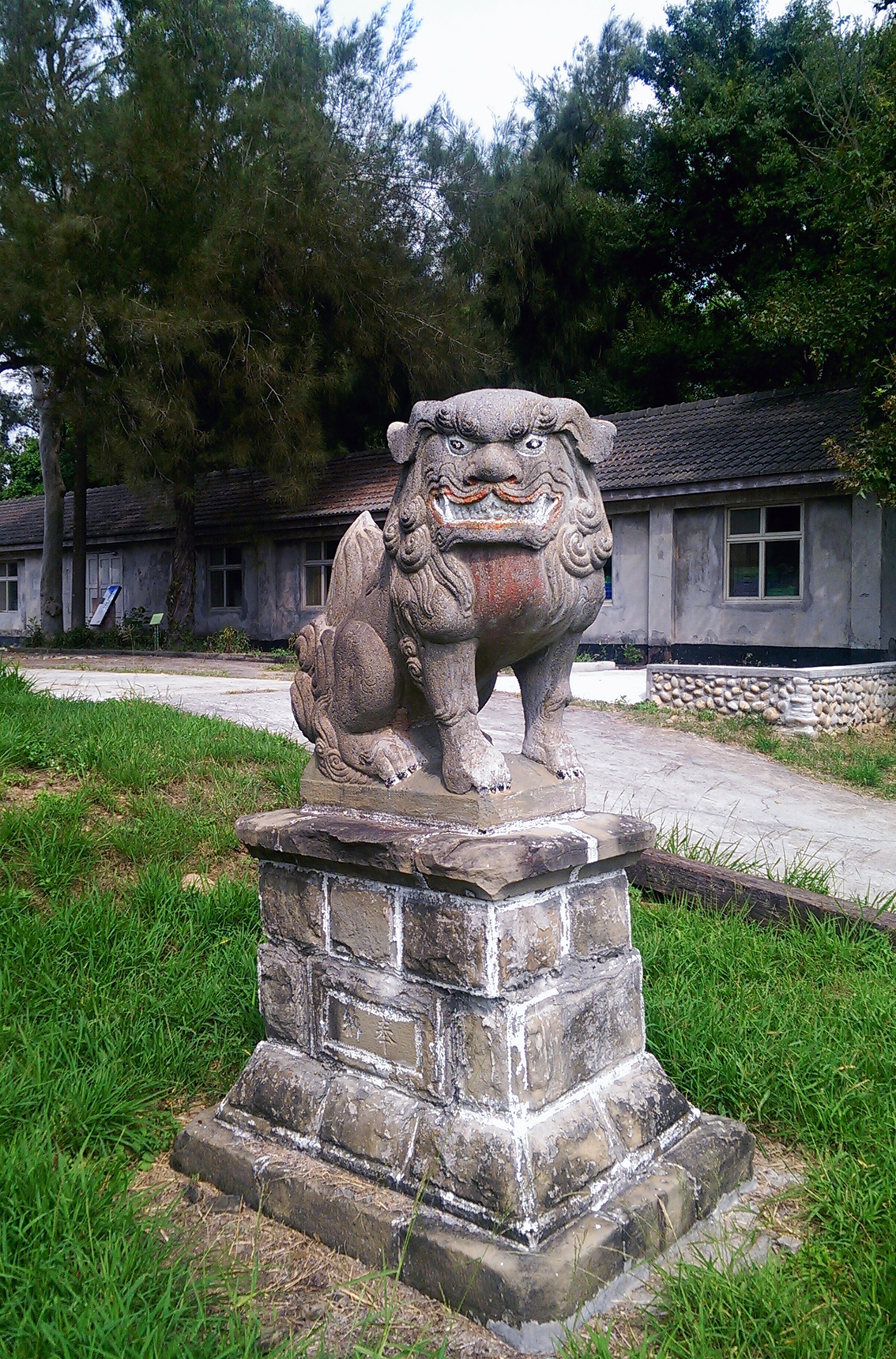
文化園區內之神社石造狛犬
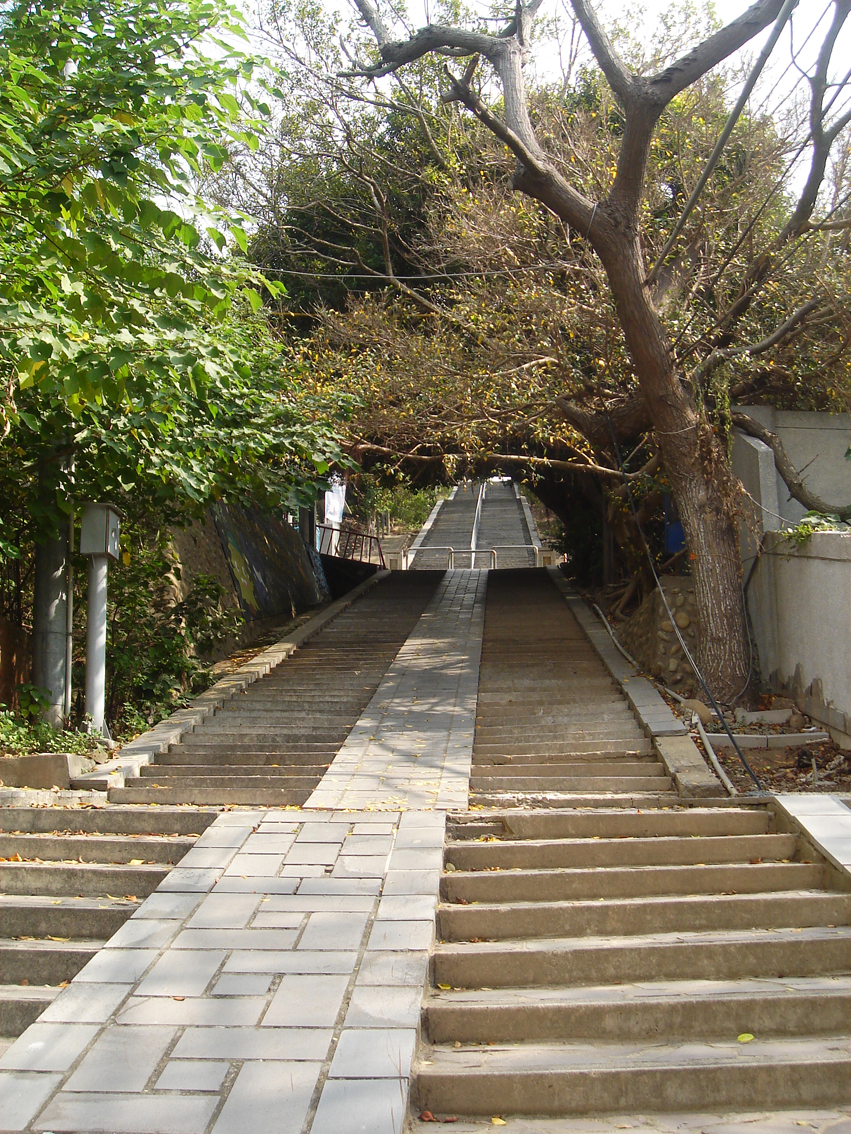
神社後參道

## 外部連結
- 鰲峰山營區及原清水神社遺構——文化部文化資產局 （页面存档备份，存于）